# Max Wozniak
Max Susan Wozniak (Colonia, República de Weimar, 22 de septiembre de 1926-Los Ángeles, Estados Unidos, 7 de julio de 2023) fue un jugador y entrenador de fútbol polaco naturalizado estadounidense. En su etapa como jugador profesional se desempeñaba como guardameta.
Fue entrenador de la selección de los Estados Unidos en 1973, dirigiendo 2 partidos, ambos perdidos. También ganó la Lamar Hunt U.S. Open Cup y la Greather Los Angeles League con el Maccabi Los Angeles.

## Biografía
Max Wozniak nació el 22 de septiembre de 1926 en Colonia, República de Weimar, hoy Alemania. Sus padres, Yitzhak Leib Wozniak y Malka Mendel Larish, eran judíos polacos que emigraron hacia Alemania durante la Primera Guerra Mundial. Comenzó a jugar al fútbol en 1935 en el Hakoah Köln, un club judío de su ciudad natal, hasta que fue deportado a los campos de concentración nazis en 1939, mientras que su familia fue deportada a Siberia. Se reencontró con su familia al final de la Segunda Guerra Mundial. Al reanudar su carrera futbolística, jugó en el Żydowski Klub Sportowy, un club formado por judíos y rusos que sobrevivieron a los campos de concentración nazis. También pasó por el Victoria Świebodzice (1946-1952) y el Górnik Wałbrzych (1952-1956). En 1956, se mudó a Israel para jugar en el Hapoel Kfar Saba. Tras un paso por Alemania Federal, regresó a Israel para entrenar al Hapoel Herzliya. En 1965, emigró a los Estados Unidos. Entrenó al Dan Tana y, en 1967, se convirtió en entrenador de Los Angeles Toros, club militante de la recién formada National Professional Soccer League. Ese mismo año, jugó un partido con el equipo tras reemplazar al portero Blagoje Vidinić, quien se encontraba lesionado. En 1970, adquirió la nacionalidad estadounidense por naturalización. Posteriormente, entrenó al UCLA Bruins y Hollywood Stars. En 1972, se convirtió en entrenador del Maccabi Los Angeles, club con el cual conquistó la National Challenge Cup (actual Lamar Hunt U.S. Open Cup) en 1973 y la Greather Los Angeles League en 1974. En 1973, dirigió dos partidos de la selección estadounidense durante una gira por Europa. Sus últimos clubes fueron el Blue Star Torrance Soccer Club (1975-1976) y Los Angeles Skyhawks (1976-1978).
Falleció el 7 de julio de 2023 en Los Ángeles a los 96 años, debido a complicaciones de una fractura de cadera.

## Equipos

### Como jugador
| Equipo                 | País           | Año       |
| ---------------------- | -------------- | --------- |
| Żydowski Klub Sportowy | Polonia        | 1946      |
| Victoria Świebodzice   | Polonia        | 1946-1952 |
| Górnik Wałbrzych       | Polonia        | 1952-1956 |
| Hapoel Kfar Saba       | Israel         | 1956-1959 |
| Los Angeles Toros      | Estados Unidos | 1967      |

### Como entrenador
| Equipo                         | País           | Año       |
| ------------------------------ | -------------- | --------- |
| Hapoel Herzliya                | Israel         | 1961      |
| Dan Tana                       | Estados Unidos | ¿-?       |
| Los Angeles Toros              | Estados Unidos | 1967      |
| UCLA                           | Estados Unidos | 1970      |
| Hollywood Stars                | Estados Unidos | 1971      |
| Maccabi Los Angeles            | Estados Unidos | 1972-1974 |
| Selección nacional             | Estados Unidos | 1973      |
| Blue Star Torrance Soccer Club | Estados Unidos | 1975-1976 |
| Los Angeles Skyhawks           | Estados Unidos | 1976-1978 |

## Palmarés

### Como entrenador

#### Campeonatos nacionales
| Título                      | Equipo              | País           | Año  |
| --------------------------- | ------------------- | -------------- | ---- |
| National Challenge Cup      | Maccabi Los Angeles | Estados Unidos | 1973 |
| Greather Los Angeles League | Maccabi Los Angeles | Estados Unidos | 1974 |

### Distinciones individuales
| Distinción                                                    | Año  |
| ------------------------------------------------------------- | ---- |
| Incluido en el Southern California Jewish Sports Hall of Fame | 1993 |